# Stadtbahn Köln
Stadtbahn Köln – system kolei miejskiej funkcjonujący w Kolonii, w Niemczech. Obejmuje swoim zasięgiem również okoliczne miejscowości: Bergisch Gladbach i Frechen. Oprócz tego posiada połączenie z systemem Stadtbahn Bonn poprzez dwie trasy międzymiastowe – nr 16 i 18. Łącznie składa się z 12 linii zwykłych.

## Historia
Pierwsza linia tramwaju konnego ruszyła w 1877 roku. Sieć została zelektryfikowana w latach 1900–1901. Pod koniec lat 50. XX wieku zaplanowano budowę linii tramwajowej przecinającej centrum w osi północ-południe. Ze względu na rosnący ruch pojazdów oraz centralne położenie trasy zdecydowano przeprowadzenie trasy pod ziemią. Odcinek ten otwarto dla ruchu 11 października 1968 roku, systematycznie rozwijając system w kolejnych latach. W latach 70. XX wieku rozpoczęto proces włączania w system dwóch linii kolei podmiejskich, łączących Kolonię z koleją miejską w Bonn. Dane na temat tych kolei przedstawiono w tabeli poniżej.

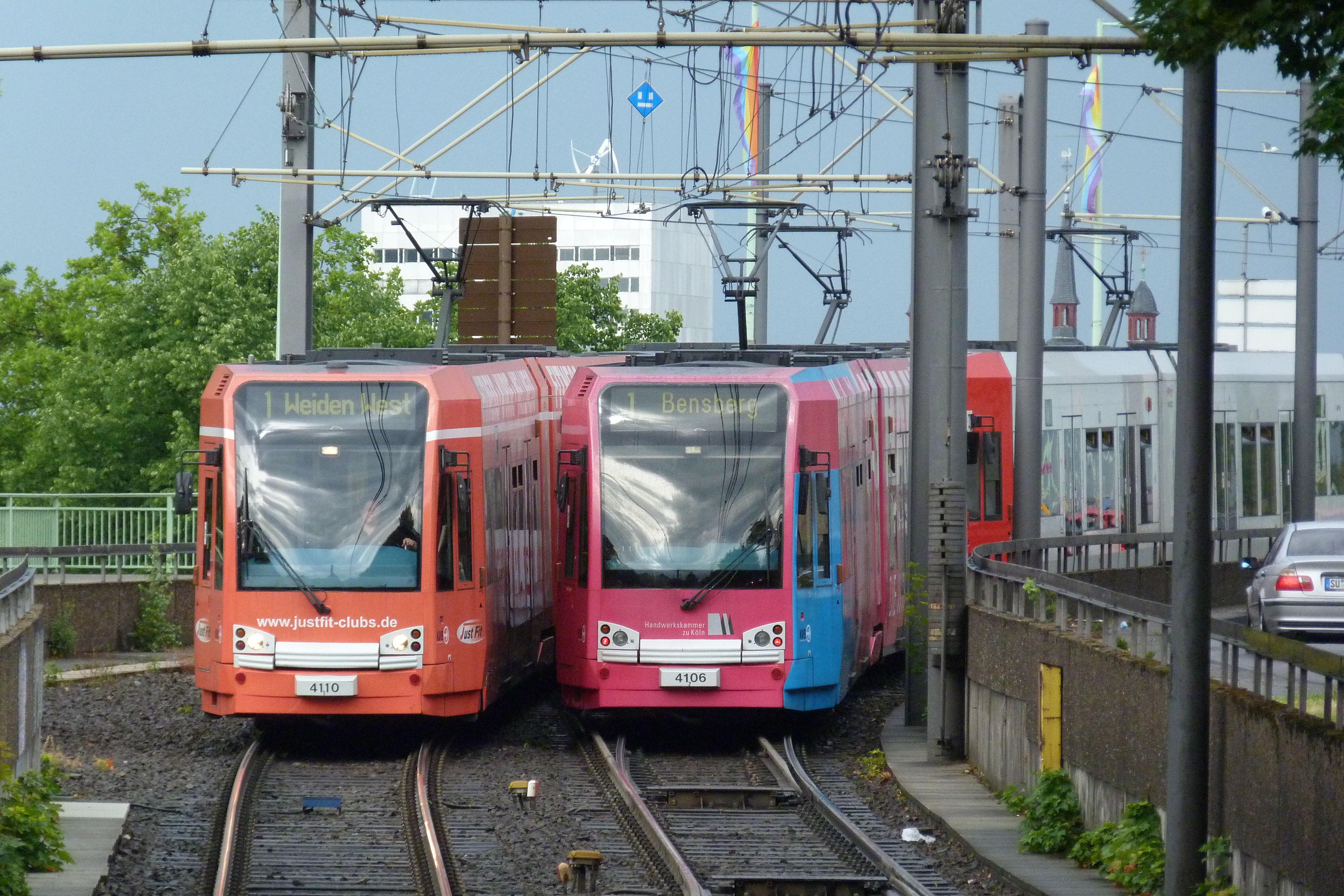
Niskoperonowe wagony Flexity Classic w obsłudze linii 1

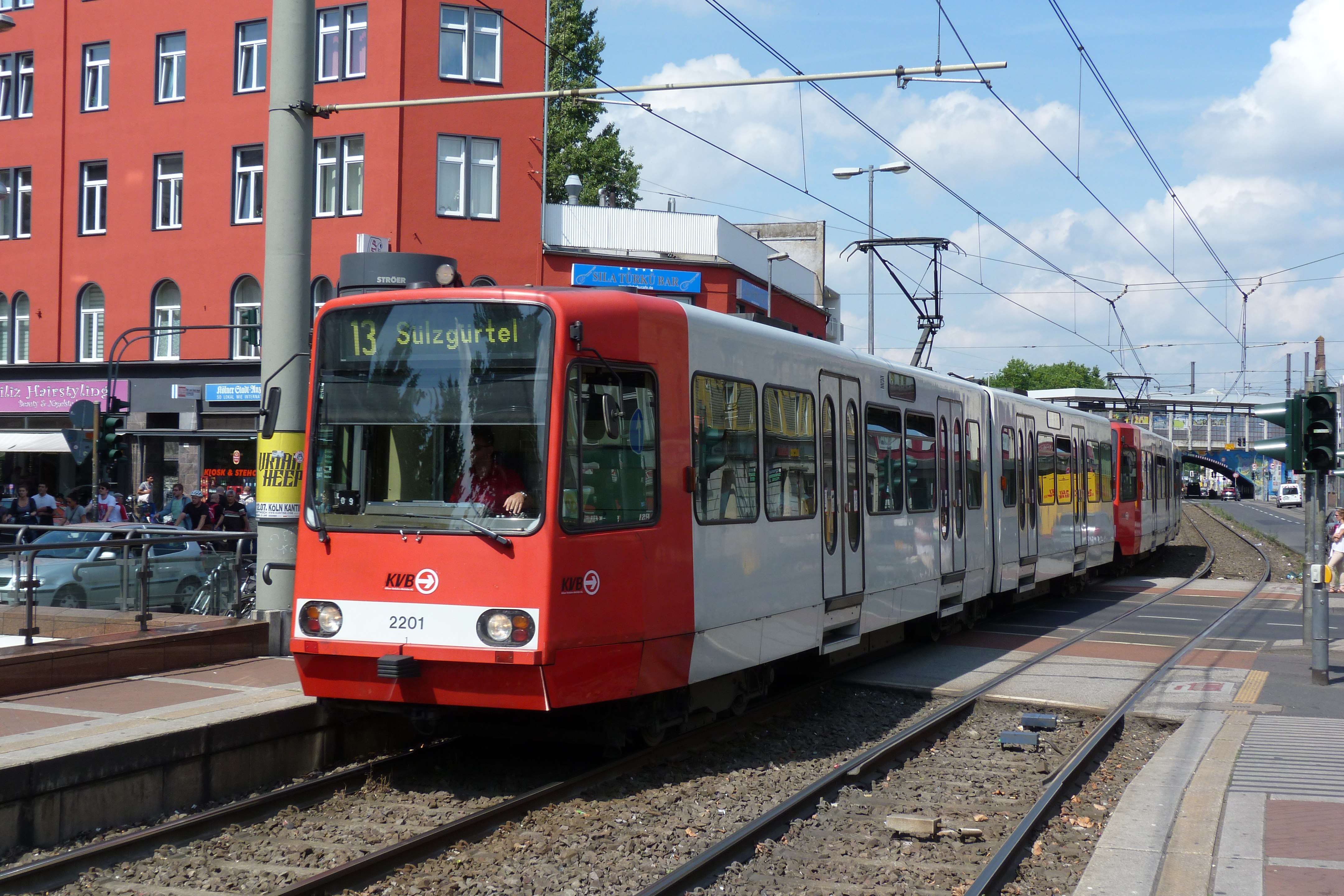
Wysokoperonowe wagony B100S w obsłudze linii 13

| Nazwa kolei    | Trasa                                         | Rok otwarcia | Długość | Data przekształcenia w kolej miejską | Współczesne linie |
| -------------- | --------------------------------------------- | ------------ | ------- | ------------------------------------ | ----------------- |
| Rheinuferbahn  | Köln Mülheimer Brücke – Bonn Rheinuferbahnhof | 1905 r.      | 25 km   | 1978 r.                              | 16                |
| Vorgebirgsbahn | Köln Barbarossaplatz – Bonn Rheinuferbahnhof  | 1897 r.      | 32 km   | 1985 r.                              | 18                |

## Linie
Sieć kolei miejskiej składa się z 12 linii zwykłych, które można podzielić na dwie kategorie: linie nr 3, 4, 5, 13, 16, 17 i 18 są obsługiwane pojazdami wysokopodłogowymi, korzystającymi z wysokich peronów, natomiast linie nr 1, 7, 9, 12 i 15 obsługiwane są pojazdami niskopodłogowymi, korzystającymi z peronów niskich. Z tego względu, na odcinkach obsługiwanych wspólnie przez oba typy taboru występują przystanki z fragmentem niskiej i wysokiej platformy.
| Linia | Trasa | Rodzaj taboru  | Długość | Czas przejazdu |
| ----- | --- | -------------- | ------- | -------------- |
| 1     | Weiden West – Junkresdorf – Aachener Straße – Neumarkt – Deutzer Brücke – Brück Mauspfad (– Refrath – Bensberg)                                                                     | niskoperonowy  | 26,5 km | 56 min         |
| 3     | Görlinger-Zentrum – Venloer Straße – Westbahnhof – Friesenplatz – Neumarkt – Severinsbrücke – Holweide Vischeringstraße (– Thielenbruch)                                            | wysokoperonowy | 22,1 km | 50 min         |
| 4     | Bocklemünd – Venloer Straße – Westbahnhof – Friesenplatz – Neumarkt – Severinsbrücke – Mülheim – Schlebusch                                                                         | wysokoperonowy | 21,7 km | 48 min         |
| 5     | Am Butzweilerhof – Westbahnhof – Friesenplatz – Hauptbahnhof – Heumarkt | wysokoperonowy | 12,3 km | 27 min         |
| 7     | (Frechen-Benzelrath – Haus Vorst –) Aachener Straße – Neumarkt – Deutzer Brücke – Westhoven – Porz – Zündorf                                                                        | niskoperonowy  | 25,8 km | 62 min         |
| 9     | Sülz – Universität – Südbahnhof – Neumarkt – Deutzer Brücke – Vingst – Königsforst                                                                                                  | niskoperonowy  | 16 km   | 38 min         |
| 12    | (Merkenich –) Niehl – Neusser Straße – S-Bahnhof Hansaring – Friesenplatz – Zollstock Südfriedhof                                                                                   | niskoperonowy  | 17,0 km | 44 min         |
| 13    | Sülzgürtel – Aachener Straße – Venloer Straße – Neusser Straße – Mülheimer Brücke – S-Bahnhof Mülheim – Holweide Vischeringstraße                                                   | wysokoperonowy | 16,2 km | 35 min         |
| 15    | Chorweiler – Longerich – Neusser Straße – S-Bahnhof Hansaring – Friesenplatz – Ubierring                                                                                            | niskoperonowy  | 15,2 km | 38 min         |
| 16    | Niehl Sebastianstraße – Hauptbahnhof – Neumarkt – Ubierring – Sürth (– Wesseling – Rheinuferbahn – Bonn Hbf – Bonn Bad Godesberg-Stadthalle)                                        | wysokoperonowy | 45,6 km | 88 min         |
| 17    | Severinstraße – Bonner Wall – Rodenkirchen (– Sürth) | wysokoperonowy | 8,5 km  | 15 min         |
| 18    | (Thielenbruch –) Buchheim Herler Straße – S-Bahnhof Mülheim – Mülheimer Brücke – Hauptbahnhof – Neumarkt – Klettenbergpark (– Hürth – Brühl – Vorgebirgsbahn – Bornheim – Bonn Hbf) | wysokoperonowy | 48,4 km | 97 min         |

## Tabor
Na tabor kolei miejskiej w Kolonii składają się aktualnie cztery typy taboru. Ich stan na koniec 2019 roku przedstawiono w tabeli poniżej.
| Typ                 | Rodzaj          | Ilość | Producent  | Lata produkcji | Długość |
| ------------------- | --------------- | ----- | ---------- | -------------- | ------- |
| B100S               | wysokopodłogowy | 115   | Duewag     | 1977–1996      | 28,0 m  |
| K4000 Flexity Swift | niskopodłogowy  | 124   | Bombardier | 1995–2002      | 29,4 m  |
| K5000 Flexity Swift | wysokopodłogowy | 74    | Bombardier | 2002–2010      | 29,5 m  |
| K4500 Flexity Swift | niskopodłogowy  | 69    | Bombardier | 2004–2007      | 29,0 m  |